# Uleåborgs läns vapen
Uleåborgs läns vapen fastställdes för Uleåborgs län i samband med att länet bildades, ändrades vid länsreformen 1997 (trots att Uleåborgs län inte geografiskt påverkades av denna reform) och upphörde med utgången av år 2009, då Finlands indelning i län avskaffades. 

Uleåborgs läns vapen till 1997
Uleåborgs läns vapen 1997-2009

Vapnet var sammanställt av vapnen för det historiska landskapet Österbotten och en heraldisk förkortning av vapnet för staden Kajana. I Kajana stadsvapen finns en bjälkvis ställd ström som saknas i länsvapnet. Ovanpå skölden fanns efter 1997 en hertiglig rangkrona, trots att Österbotten sedan 1500-talet har haft en grevlig krona på sitt landskapsvapnet. Denna historiska anomalitet berodde förmodligen på att man då på 1990-talet tyckte att alla länsvapen skulle ha samma krona.